# Harlequin (album Lady Gage)
Harlequin je soundtrack album američke kantautorice Lady Gage, koji je 27. rujna 2024. objavio Interscope Records. Inspiriran je glazbenim trilerom Joker: Ludilo u dvoje (2024.), u kojem Gaga tumači lik Harley Quinn.
Gaga je izjavila da Harlequin služi kao "popratni album" filma, dok su ga neke publikacije nazvale albumom glazbene podloge, osim službene glazbene podloge filma objavljene tjedan dana kasnije. Tematski, međutim, kritičari su opisali Harlequin kao konceptualni album o Harley Quinn, koji prikazuje superzlikovca iz Gagine perspektive. Album se sastoji od obrada američkih jazz standarda koji se nalaze na službenom soundtracku, kao i dviju Gaginih originalnih pjesama, proširujući njezin pothvat u jazz glazbi nakon albuma u suradnji s američkim jazz pjevačem Tonyjem Bennettom – Cheek to Cheek (2015.) i Love for Sale (2021). Gaga je okarakterizirala Harlequin kao »vintage pop« album.
Nakon izlaska, Harlequin je dobio uglavnom pozitivne kritike od glazbenih kritičara, koji su hvalili Gaginu sinkretičku interpretaciju Harley Quinn i Great American Songbook, ali su smatrali da album nije kreativno odmaknuo od njezinih radova s Bennettom. Komercijalno, Harlequin je dospio među 10 najboljih u Austriji, Francuskoj, Njemačkoj, Škotskoj, Španjolskoj i Švicarskoj, kao i među 20 najboljih u Belgiji, Valoniji, Italiji, Švedskoj, Ujedinjenom Kraljevstvu i Sjedinjenim Državama.

## Popis pjesama
| Br. | Skladba                          | Trajanje |
| --- | -------------------------------- | -------- |
| 1.  | »Good Morning«                   | 2:46     |
| 2.  | »Get Happy (2024)«               | 3:12     |
| 3.  | »Oh, When The Saints«            | 3:43     |
| 4.  | »World On A String«              | 2:38     |
| 5.  | »If My Friends Could See Me Now« | 2:42     |
| 6.  | »That's Entertainment«           | 4:09     |
| 7.  | »Smile«                          | 3:39     |
| 8.  | »The Joker«                      | 2:55     |
| 9.  | »Folie a Deux«                   | 2:59     |
| 10. | »Gonna Build A Mountain«         | 2:52     |
| 11. | »Close To You«                   | 2:44     |
| 12. | »Happy Mistake«                  | 4:05     |
| 13. | »That's Life«                    | 3:04     |